# Nederlands kampioenschap 10 km 2014
Het Nederlands kampioenschap 10 km 2014 vond plaats op 9 februari 2014. Het was de elfde keer dat de Atletiekunie een wedstrijd organiseerde met als inzet de nationale titel op de 10 km. De wedstrijd vond plaats in de Noord-Hollandse plaats Schoorl tijdens de Groet uit Schoorl Run.
Nederlands kampioen 10 km bij de mannen werd Abdi Nageeye en bij de vrouwen won Miranda Boonstra voor het tweede achtereenvolgende jaar de titel.
Oud-topatleten Marco Gielen en Aart Stigter werden kampioen in de respectievelijke leeftijdscategorie 40 en 55 jaar.
In totaal namen 516 atleten deel in verschillende leeftijdscategorieën.

## Uitslagen

### Mannen
| Rang   | Atleet              | Vereniging     | Tijd  |
| ------ | ------------------- | -------------- | ----- |
| Goud   | Abdi Nageeye        | AV Cifla       | 29.10 |
| Zilver | Patrick Stitzinger  | ADRT Pegasus   | 29.23 |
| Brons  | Jurjen Polderman    | AV Clytoneus   | 29.29 |
| 4      | Khalid Choukoud     | HAAG Atletiek  | 29.35 |
| 5      | Bart van Nunen      | AV Passaat     | 29.38 |
| 6      | Ronald Schröer      | AV Zaanland    | 29.40 |
| 7      | Wesley van der Gouw | Prins Hendrik  | 29.40 |
| 8      | Koen Raymaekers     | Hellas Utrecht | 29.44 |
| 9      | Mark Nouws          | THOR           | 29.56 |
| 10     | Richard Douma       | AV Zaanland    | 30.13 |

### Vrouwen
| Rang   | Atleet               | Vereniging         | Tijd  |
| ------ | -------------------- | ------------------ | ----- |
| Goud   | Jip Vastenburg       | AV'34              | 32.49 |
| Zilver | Adrienne Herzog      | Running2000        | 33.05 |
| Brons  | Irene van Lieshout   | AV De Keien        | 33.51 |
| 4      | Ruth van der Meijden | E.S.A.V. Asterix   | 34.02 |
| 5      | Jamie van Lieshout   | AV Attila          | 34.26 |
| 6      | Kim Dillen           | Eindhoven Atletiek | 34.52 |
| 7      | Sabine van de Reijt  | AV Sprint          | 34.54 |
| 8      | Manon Kruiver        | AV NOVA            | 35.30 |
| 9      | Patty den Ouden      | Daventria          | 35.31 |
| 10     | Evelien Ruijters     | AV Unitas          | 35.38 |

1999 ·
2005 ·
2006 ·
2007 ·
2008 ·
2009 ·
2010 ·
2011 ·
2012 ·
2013 ·
2014 ·
2015 ·
2016 ·
2017 ·
2018 ·
2019 ·
2021 ·
2022 ·
2023